# رودي باربير
رودي باربير (بالفرنسية: Rudy Barbier )‏ (و. 1992  م) هو راكب دراجة هوائية، من فرنسا، ولد في بوفيه، يلعب كعداء دراجات ‏.

## سباقات أو مراحل فاز بها
| التاريخ        | السباق                                    | المركز                                                                   |
| -------------- | ----------------------------------------- | ------------------------------------------------------------------------ |
| 10 أكتوبر 2013 | باريس بورج 2013                           | الخامس في التصنيف العام                                                  |
| 01 يناير 2014  | 2014 Ronde de l'Oise                      |                                                                          |
| 25 مايو 2014   | باريس-أراس تور 2014                       | الثاني في التصنيف العام                                                  |
| 28 يوليو 2014  | 2014 Grote Prijs Raf Jonckheere           |                                                                          |
| 01 يناير 2015  | كأس فرنسا لركوب الدراجات على الطريق 2015  | الثامن في تصنيف أفضل شاب                                                 |
| 16 أبريل 2015  | جائزة دينين الكبرى 2015                   | الثالث في التصنيف العام                                                  |
| 03 مايو 2015   | Grand Prix de la Somme 2015               |                                                                          |
| 24 مايو 2015   | موانئ العالم كلاسيكي 2015                 | الأول في تصنيف أفضل شاب، الثاني في تصنيف النقاط، الرابع في التصنيف العام |
| 01 يناير 2016  | كأس فرنسا لركوب الدراجات على الطريق 2016  | الثاني في تصنيف أفضل شاب، الخامس في تصنيف النقاط                         |
| 13 مارس 2016   | باريس تروا 2016                           | الفائز في التصنيف العام                                                  |
| 20 مارس 2016   | شوليه باي دي لوار 2016                    | الفائز في التصنيف العام                                                  |
| 24 يوليو 2016  | 2016 Grand Prix de la ville de Pérenchies |                                                                          |
| 21 مايو 2017   | Grand Prix de la Somme 2017               |                                                                          |
| 05 أكتوبر 2017 | باريس بورج 2017                           | الفائز في التصنيف العام                                                  |
| 30 مارس 2019   | لوار أتلانتيك الكلاسيكي 2019              | الفائز في التصنيف العام                                                  |

## روابط خارجية
- رودي باربير على موقع الاتحاد الدولي للدراجات (الإنجليزية)
- رودي باربير على موقع أرشيف الدراجات (الإنجليزية)
- رودي باربير على موقع إحصائيات الدراجات الإحترافية (الإنجليزية)
- رودي باربير على موقع نسبة الدراجات (الإنجليزية)
- رودي باربير على موقع CycleBase (الإنجليزية)